# Edward Ciapała
Edward Ciapała (ur. 10 kwietnia 1939 w Chrzanowie, zm. 19 lipca 2023) – polski modelarz lotniczy, mistrz świata.

## Życiorys
Był zawodnikiem Aeroklubu Śląskiego, budował mikromodele halowe. W 1974 i 1992 roku został mistrzem świata drużynowo, w 1984 roku wicemistrzem świata drużynowo, w 1976 roku wicemistrzem świata indywidualnie. Na mistrzostwach Europy zdobył srebrny medal drużynowo w 1997 roku i brązowy medal drużynowo w 1993 roku. Wielokrotnie zdobywał medale mistrzostw Polski (1969 - 1 m., 1979, 1990 - 2 m., 2005 - 2 m., 2007 - 3 m., 2008 - 2 m., 2009 - 1 m., 2010 - 1 m.).